# Atractodes rossicus
Atractodes rossicus là một loài tò vò trong họ Ichneumonidae.